# Dissidenza in Unione Sovietica

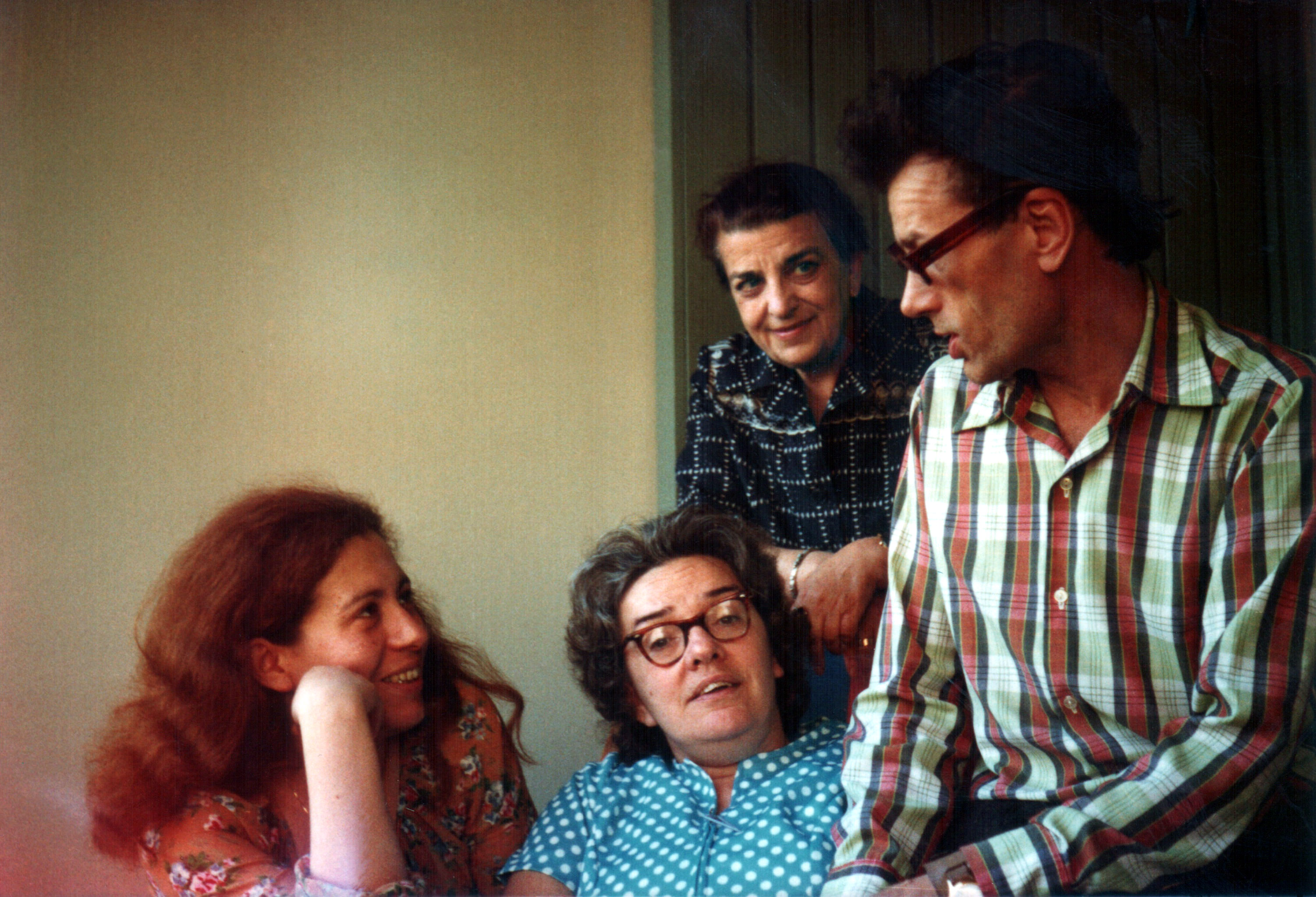
Alcuni dissidenti a Monaco di Baviera nel 1978. Nella foto Julija Višnevskaja, Ljudmila Alekseeva, Dina Kaminskaja, Kronid Ljubarskij.

Per dissidenza in Unione Sovietica s'intende l'insieme di coloro che erano in disaccordo con le decisioni politiche nel periodo dell'Unione Sovietica esistito dal 1917 al 1991.

## Etimologia del termine
Il termine "dissidenti" si è diffuso dagli anni 1960 in URSS e Europa per indicare coloro che svolgevano un'azione nonviolenta contro il regime sovietico, anche se i primi dissidenti possono essere individuati già nelle vittime delle Grandi Purghe e in quelle dell'opposizione di sinistra capeggiata da Lev Trockij (i futuri trotskisti), nel periodo 1924-1938.
L'etimologia del termine fa riferimento al dissenso espresso contro la politica sovietica. In merito ai dissidenti sovietici lo storico russo Roy Medvedev dichiarava che, secondo lui, il dissidente non è semplicemente colui che la pensa diversamente, bensì colui che esprime esplicitamente il proprio pensiero, manifestandolo in qualche modo ai suoi concittadini e allo Stato.
Il giornalista russo Leonid Borodin, ad esempio, noto oppositore del regime sovietico, non si è mai voluto definire "dissidente".
Nei documenti ufficiali il termine veniva sempre virgolettato. I dissidenti sono anche chiamati "antisovietici".

## Ideologie

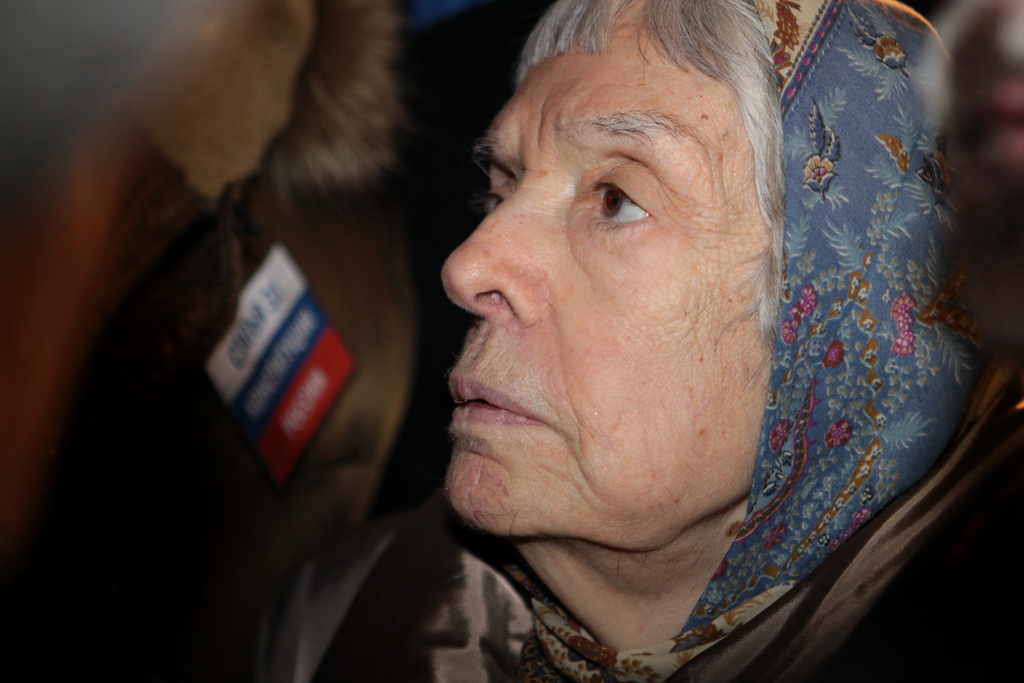
Ljudmila Alexeeva

La dissidenza sovietica traeva origine da varie posizioni ideologiche e politiche, unite tuttavia dalla comune opposizione alle politiche del governo sovietico. I dissidenti non costituirono mai alcun movimento unitario durante il periodo dell'URSS.
Il regime sovietico represse il dissenso principalmente attraverso deportazioni verso il sistema penitenziario del Gulag compiute dall'NKVD, la polizia politica. Essa fu coadiuvata, nella repressione, da altri organi quali il KGB e il GPU.
Nel 1983 la fondatrice del Gruppo Helsinki di Mosca, Ljudmila Alekseeva, ha individuato diversi tipi di dissidenza nell'Unione Sovietica come i comunisti, i liberali, i socialisti, i nazionalisti e altri gruppi minori.
Dalla fine degli anni '60 ci furono lotte per i diritti umani che impiegarono gran parte dei dissidenti anche negli anni successivi.

## Media

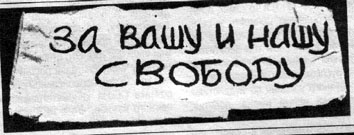
Uno striscione storico contro l'URSS, Per la nostra e la vostra libertà

La maggior parte delle cittadini sovietici non disponeva di alcuna informazione sulla dissidenza. Tale fenomeno ebbe quindi una maggior risonanza all'estero tanto che, grazie all'appoggio di Stati del blocco occidentale, alcuni dissidenti chiesero (e alle volte ottennero) lo status di prigioniero politico. Durante la primavera di Praga alcuni dissidenti dell'URSS pubblicarono in periodici cecoslovacchi degli scritti che, tradotti in URSS, misero in imbarazzo la nomenklatura del regime.
I testi letterari, i saggi, gli articoli a stampa erano inviati clandestinamente in Occidente.
Nel 1984 lo stato bloccò le pubblicazioni della rivista Technika Molodëži che stava pubblicando a puntate un libro di Arthur Clarke poiché in esso erano utilizzati i cognomi di alcuni dissidenti sovietici.
Il samizdat, cioè la diffusione clandestina di scritti illegali, è un fenomeno che ebbe il suo maggior sviluppo durante l'URSS.

## Persecuzione dei dissidenti
La repressione del dissenso prevedeva il licenziamento dal lavoro, la cacciata dalle scuole, l'arresto, la privazione della cittadinanza e la detenzione in ospedali psichiatrici o nei gulag.
L'articolo 58 del Codice penale della Repubblica Socialista Federativa Sovietica Russa che riguardava chi "tradiva" lo Stato, promulgato nel 1927, prevedeva un massimo di 25 anni di carcere. Nel 1966 fu inoltre sancito che la pubblicazione di "notizie false" fosse punibile con la reclusione fino a tre anni.
In Occidente, i dissidenti sovietici perseguitati o rinchiusi in ospedali psichiatrici venivano chiamati prigionieri di coscienza.

## Elenco

### Scienziati
- Pavel Litvinov[19]
- Žores Medvedev[20]
- Jurij Orlov[21]
- Revol't Pimenov[22]
- Andrej Sacharov[23]
- Natan Sharansky[24]
- Aleksandr Zinov'ev[25]
- Igor' Rostislavovič Šafarevič[26]
- Michail Samuilovič Agurskij[27]

### Letterati e artisti
- Abdurachman Avtorchanov[28]
- Vladimir Bukovskij[29]
- Julij Daniel'[30]
- Boris Kagarlickij[31]
- Roj Medvedev[32]
- Boris Pasternak[33]
- Andrej Sinjavskij[34]
- Aleksandr Solženicyn[35]
- Vladislav Šabalin[36][37]
- Evgenija Ginzburg[38]
- Varlam Šalamov
- Andrej Tarkovskij

### Giornalisti o attivisti
- Elena Bonnėr[39][40]
- Sergej Adamovič Kovalëv[41][42]
- Merab Kostava[43][44]
- Zviad Gamsakhurdia[45][46]
- Mustafa Džemilev[47][48]

### Religiosi
- Viktor Danilov - presbitero cattolico
- Valerija Makeeva - monaca ortodossa